# Allocosa paraguayensis
Allocosa paraguayensis är en spindelart som först beskrevs av Roewer 1951.  Allocosa paraguayensis ingår i släktet Allocosa och familjen vargspindlar.
Artens utbredningsområde är Paraguay. Inga underarter finns listade i Catalogue of Life.